# Sphodromantis balachowskyi
Sphodromantis balachowskyi är en bönsyrseart som beskrevs av Scott LaGreca 1967. Sphodromantis balachowskyi ingår i släktet Sphodromantis och familjen Mantidae. Inga underarter finns listade i Catalogue of Life.